# Viola nebrodensis
La viola dei Nebrodi (Viola nebrodensis C. Presl) è una pianta appartenente alla famiglia Violaceae.

## Descrizione
È una pianta emicriptofita scaposa alta 5–10 cm. 

Il fusto è breve, prostrato, con foglie ovato-cuneate
 
La corolla, di colore violetto-scuro, ha un diametro di 2-2.5 mm. Fiorisce in aprile-maggio.

## Distribuzione e habitat
È una specie endemica della Sicilia. Cresce sulle Madonie.
Predilige terreni calcarei ad altitudini comprese tra 1500 – 1950 m.